# Nahla El Fatiha Naili
Nahla El Fatiha Naili, (en arabe : نهلة الفاتحة نايلي, en berbère : Nahla El-Fatiḥa Naili, en tifinagh: ⵏⴰⵀⵍⴰ ⴻⵍ ⴼⴰⵜⵉⵃⴰ ⵏⴰⵉⵍⵉ), née le 14 novembre 1986 à Hydra, dans la wilaya d'Alger en Algérie, est une sculptrice et artiste plasticienne algérienne, présidente d’association et personnalité engagée dans la sauvergarde du patrimoine algérien notamment la Casbah d’Alger. 

## Biographie

### Famille

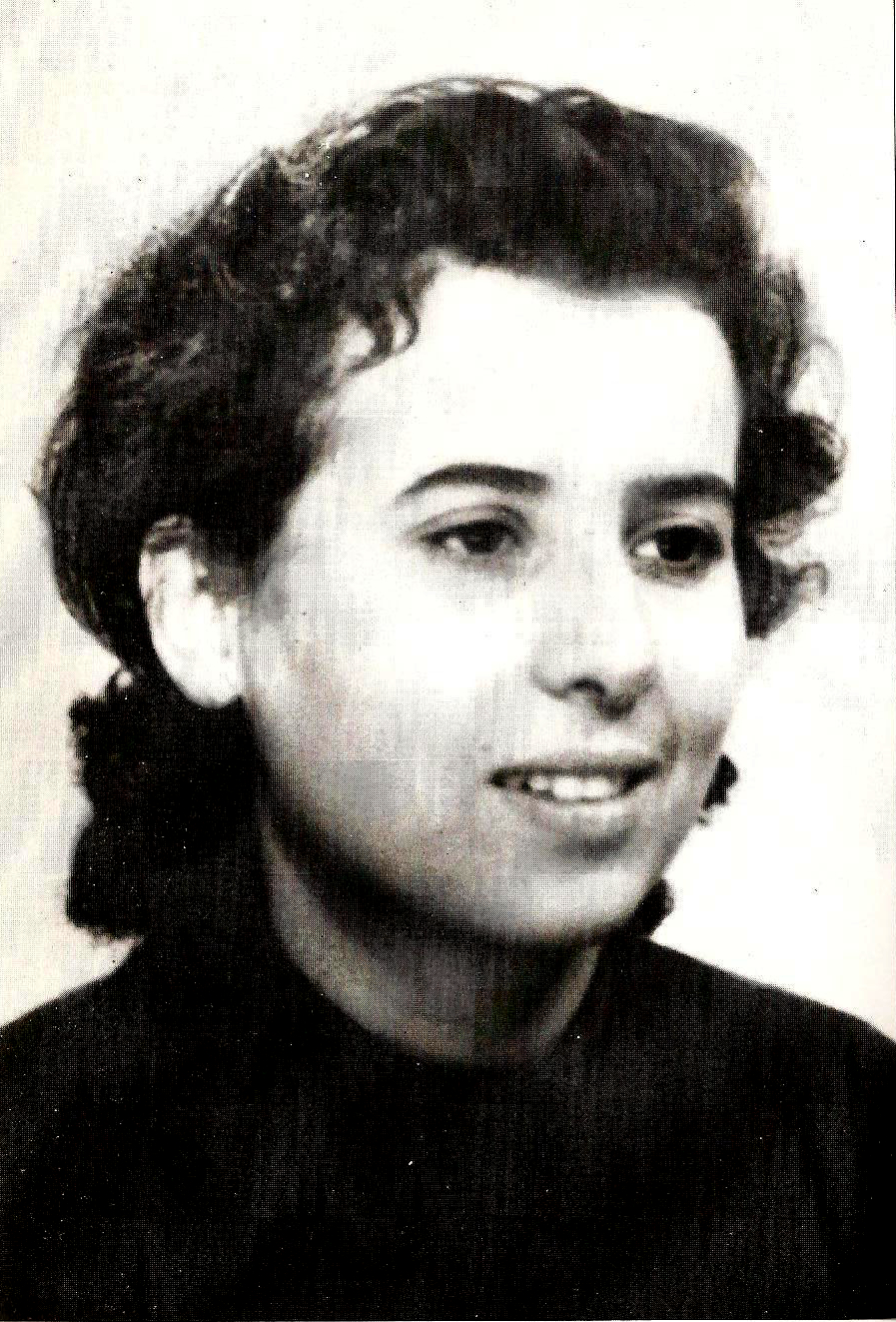
La grand-mère maternelle Fatiha Bouhired

Fille de Rabah Naili, professeur en génie électronique et spécialisé en météorologie, originaire d'Azefoun dans l'actuelle wilaya de Tizi Ouzou et de Hafida Bouhired, styliste modéliste originaire d'El Aouana dans l'actuelle wilaya de Jijel dont la famille vivait à la  Casbah d'Alger. Sa mère était la dernière née d’une fratrie de cinq enfants, issue du premier mariage de sa grand-mère,.
Le grand-père maternel Mustapha Bouhired était un ancien joueur de Racing Club de Paris puis journaliste sportif à Alger Alger Républicain. Il a participé à la Seconde Guerre mondiale pour la libération de la France avant de devenir militant FLN de la révolution algérienne, il meurt tué par balle, à la Casbah d’Alger, le 14 mars 1957 après son arrestation.
Sa grand-mère maternelle Fatiha Bouhired née Hattali dite Oukhiti était également militante comme son mari, et durant toute la guerre d'Algérie les maisons de la famille ont servi de refuge aux principaux dirigeants de la guérilla urbaine à Alger. Elle a été arrêtée deux fois au domicilie familial, dont l’une avec Yacef Saâdi, Zohra Drif, ainsi qu'avec sa fille Hafida Bouhired, alors âgée de 6 mois, et emprisonnée à la prison de Serkadji puis relâchée.

### Enfance
Après le divorce de ses parents, elle s’installe avec sa mère et son jeune frère Arslan Larbi Redouan Naili, au domicile familial des Bouhired, situé dans les hauteurs d'Alger. Elle est élevée par sa mère et ses tantes maternels Zina, Leila et Houria Bouhired.

### Formations
En 2007 Nahla a eu son baccalauréat général français série S au lycée international Alexandre-Dumas à Alger et est diplômée de l'école supérieure des beaux-arts d'Alger depuis 2016. En 2018 elle prépare une thèse de doctorat sur le thème de Création et patrimoine urbain. Pour une pratique de l’art contemporain à travers la réhabilitation d’Alger à l'université Panthéon-Sorbonne,.
Elle a aussi entrepris diverses formations au Maroc et en Tunisie sur la réhabilitation des médinas,.
Elle a aussi participé a plusieurs formations au sein de l'UNESCO, telles que l'atelier intitulé «le Management des volontaires et le montage de projets participatifs publics/privés», en juillet 2017, à la formation Med Culture «Sensibilisation de la communauté résiliente aux valeurs du patrimoine Culturel», à Amman en Jordanie en octobre 2018 et à la formation Net Med Youth programme UNESCO «Renforcer l’attrait pour les technologies digitales créatives auprès des jeunes défenseurs du patrimoine culturel» qui a eu lieu à Tunis en décembre 2018.

### Militantisme et projets
Nahla Naïli Bouhired milite activement dans la protection du patrimoine en 2011, lors de ses rencontres avec Belkacem Babaci, fervent défenseur du patrimoine et historien.
Elle est membre et secrétaire générale adjointe de l’association Sauvons la Casbah d’Alger, elle est aussi la cofondatrice du Mouvement de la Jeunesse éveillée.
En 2016, Nahla, avec son frère Arslan et sa cousine Selma Bouhired, a lancé un projet d’atelier intitulé L'atelier NAS. Un espace de réflexion pour toutes expressions artistiques,. L'atelier N.A.S. est un carrefour d'art et regroupe des artistes, au cœur de la Casbah d'Alger. Cet atelier vise à promouvoir l'identité ainsi que la culture algériennes contemporaines et le talent. Étant sculptrice, elle est invitée à la première saison de la culture sur les ondes de la radio chaine 3 en 2018 en Algérie.
Elle  participe aux manifestations du mouvement populaire Hirak dès le début, le militantisme culturel la conduit vers le militantisme politique, tout en cherchant à prôner une voie transformatrice et raisonnable à la fois.
Nahla est une des femmes dites de révolution par son art d'être. Elle sera parmi les personnalités signataires de la pétition pour la libération du journaliste Khaled Drareni, emprisonné en Algérie.
Durant février 2020, elle lance un S.O.S afin de sauvegarder la Casbah d'Alger, elle appelle à allumer des bougies et à prier, et plusieurs activités pédagogiques et culturelles ont été également lancées. Elle associe l'art et le patrimoine dans une démarche de développement de la ville d'Alger , elle est favorable aussi au projet WikiCasbah2 comprenant la rédaction d'articles sur l'encyclopédie Wikipédia concernant la Casbah d'Alger. 
Fin 2020,  Nahla Naïli Bouhired, présidente de l'Association Arts et Patrimoine d’Alger, organise un évènement en ligne dont le titre est Rêvons la Casbah du 5 au 11 décembre, où elle rassemble plusieurs personnalités internationales et nationales dans le but de faire un rappel sur l'obligation d’une vision stratégique pour le monument classé patrimoine mondial, la Casbah  d'Alger  et pour le patrimoine algérien également, selon son interview au Journal Liberté. L’évènement Rêvons la Casbah a été relayé par l’APS.

## Expositions
- 2011 : 
  - participation à l'exposition de la Commedia dell'arte au Centre culturel italien à Alger
  - participation au festival d’art Contemporain (MOST ‘ART) à Mostaganem
- 2012 :
  - exposition des « Beaux arts à Didouche Mourad » avec la commune d'Alger-Centre
  - participation au festival National de la création féminine par la réalisation d’une sculpture monumentale à 6 mains.
- 2015 : exposition au palais de la culture Moufdi Zakaria à  Alger[3].
- 2017 : exposition a l'atelier N.A.S. Casbah d'Alger, Algérie[12].
- 2018 : participation au printemps des arts, inauguration d’un marché de l’art algérien, en qualité d’artiste sculptrice exposante avec la galerie El Yasmine